# يفغيني كوزلوف
يفغيني كوزلوف (بالروسية: Козлов, Евгений Евгеньевич)‏ (4 فبراير 1995 بسرغيايف بوساد في روسيا - ) هو لاعب كرة قدم روسي في مركز الهجوم. لعب مع روبين كازان وشاختيور سوليجورسك ونادي سبارتاكس يورمالا ونادي فولغا نيجني نوفغورود ونادي دينامو سانت بطرسبرغ ‏ وFC Vityaz Podolsk ‏ وFC Zenit-2 Saint Petersburg ‏.

## وصلات خارجية
- يفغيني كوزلوف على موقع قاعدة بيانات كرة القدم.إي يو (الإنجليزية)
- يفغيني كوزلوف على موقع Soccerway.com (الإنجليزية)